# Héctor Mellado
Héctor Hugo Mellado Jara (24 de fevereiro de 1925, data de morte desconhecida) foi um ciclista chileno que participou em dois eventos nos Jogos Olímpicos de Helsinque 1952.